# F. Kølpin Ravn
Frederik Kølpin Ravn (født 20. maj 1873 i Aalborg, død 25. maj 1920 i New York) var en dansk botaniker og plantepatolog (it). Han var professor i plantepatologi ved Den Kongelige Veterinær- og Landbohøjskole.
Kølpin Ravn tog 1907 initiativ til en landsdækkende undersøgelse af sygdomme og skadedyr hos landbrugets afgrøder. De førte til oprettelsen af Statens plantepatologiske Forsøg.
Kølpin Ravn døde en uventet og tidlig død i 1920, kun 47 år gammel, i USA af en Streptococcus hæmæolyticus infektion . 
Efter hans død oprettedes Frederik Kølpin Ravn´s Legat, der støtter forskning i plantepatologi og administreres af Det Jordbrugsvidenskabelige Fakultet, Aarhus Universitet.

## Udvalgte værker
- Ravn, Frederik Kølpin (1902). "Tab ved Plantesygdomme og Oprettelsen af en plantepathologisk Forsøgsstation". Vort Land brug. 21.
- Gammelmosen – Nogle Bidrag til dens Historie, samt Meddelelser om Arbejder udførte i 1907-1917. Den Kongelige Veterinær- og Landbohøjskoles Aarsskrift 1918.
- Smitsomme Sygdomme hos Landbrugsplanterne. København, 1914. (2. omarbejdede Udgave ved C. Ferdinandsen 1922).
- Haveplanternes Sygdomme og deres Bekæmpelse (ved Carl Ferdinandsen og Sofie Rostrup). 7. Afdeling af "Illustreret Havebog" redigeret af Carl Mariboe. 1921.